# Jean Simoneau
Pour les articles homonymes, voir Simoneau.
Jean Simoneau, né le 2 février 1943 à Magog, est un écrivain canadien.

## Biographie
Né à Magog, il travaille comme journaliste de 1960 à 1975, d'abord à La Tribune de Sherbrooke, ensuite au Journal de Magog. Il fait des études en enseignement des langues et des lettres à l'université du Québec à Montréal, où il obtient un baccalauréat en 1980, puis à l'université de Sherbrooke, où il complète une maîtrise en études françaises en 1990. Il a déjà publié nombre de livres dans de nombreux domaines. Simoneau a surtout écrit des textes politiques. En 2016 Jean Simoneau fut arrêté dans le cadre l'opération « Malaise ». Il fit face à des accusations en lien avec des contacts sexuels avec un mineur qui seraient survenus en 1995.
Il se dit lui-même pédéraste, ce qui signifie avoir une attirance sexuelle envers les jeunes garçons.
Selon lui la pédérastie est une orientation sexuelle au même titre qu’être gai ou hétérosexuel, mais ne serait pas de la pédophilie. Toujours selon Jean Simoneau, la pédophilie ne serait qu'attribuable a des gestes ou intentions sexuel envers des enfants de moins de 10 ans, des deux genres. La pédérastie est strictement gai et porte strictement vers les adolescents , entre 10 et 18 ans et l'homosexualité est entre deux adultes.
Dans certains de ses textes, on peut entre autres retrouver les passages suivants :
"La liberté sexuelle exige la non-violence absolue et le consentement. Le sexe est un plaisir et non un crime ou un péché.
« La pédérastie peut être une expérience tout aussi positive pour le jeune que pour le vieux, si on cesse d’en faire une montagne. »
« Même si le jeune n’éjacule pas encore, toucher provoque un tel chatouillement que ce sont des délices. »
« Même si un jeune tente l’expérience, il reviendra, s’il l’est, à sa «petite nature» d’hétérosexuel. »
« Chez le jeune, si cette expérience est agréable, c’est un jeu vite oublié comme un autre. »
« Bien évidemment, autant je considère la pédérastie, l’amourajoie, comme le summum de l’amour; pour la plupart des gens, c’est au contraire, le crime des crimes. »
« Il serait préférable pour l’humanité de combattre l’intégrisme sous toutes ses formes ainsi que la violence et laisser l’amour et l’amitié intergénérationnels s’exprimer. »
« Il existe souvent une complicité extraordinaire entre le jeune et le vieux, car les deux prennent un plaisir divin à goûter à ce fruit défendu tant que la situation n’est pas découverte. »
« Qu’on le veuille ou non, l’amour charnel des aînés pour les adolescents existe depuis le début de l’humanité. »
« Une relation sexuelle inappropriée durant la jeunesse selon nos standards blesse davantage l’égo des adultes que le corps de la prétendue victime. »